# Danh sách đảng phái chính trị ở Trung Quốc
Chế độ chính trị tại Cộng hòa Nhân dân Trung Hoa trên hình thức là chế độ đa đảng dưới sự lãnh đạo của Đảng Cộng sản Trung Quốc và các đảng phái nhỏ trong một mặt trận thống nhất. Ngoài ra do thể chế một nước hai chế độ nên ở hai đặc khu hành chính là Hồng Kông và Ma Cao có chế độ chính trị khác với phần còn lại của Cộng hòa Nhân dân Trung Hoa. Hiện nay ở Hồng Kông và Ma Cao vẫn tồn tại chế độ đa đảng thực sự.

## Cơ quan mặt trận thống nhất
| Tham dự trong Hội nghị Hiệp thương Chính trị Nhân dân Trung Quốc | Số ghế        |
| ---------------------------------------------------------------- | ------------- |
| Chính đảng và chính khách độc lập                                | 544 / 2.169   |
| Đoàn thể nhân dân                                                | 313 / 2.169   |
| Các lĩnh vực, dân tộc, tôn giáo                                  | 1.076 / 2.169 |
| Đại biểu đặc biệt                                                | 236 / 2.169   |

## Các đảng được chính thức công nhận
Hiện nay ở Cộng hòa Nhân dân Trung Hoa ngoài Đảng Cộng sản Trung Quốc có 8 đảng được chính thức công nhận. Các đảng này được xếp hạng dựa trên "đóng góp của đảng cho cuộc cách mạng dân chủ mới".
|   | Biểu trưng | Tên đảng (và tên gọi tắt)                           | Năm thành lập | Số lượng đảng viên |
| - | ---------- | --------------------------------------------------- | ------------- | ------------------ |
| 1 |            | Ủy ban cách mạng Quốc dân đảng Trung Quốc(Dân Cách) | 1948          | 158,000 (năm 2022) |
| 2 |            | Đồng minh dân chủ Trung Quốc(Dân Minh)              | 1941          | 330,600 (năm 2020) |
| 3 |            | Hội kiến quốc dân chủ Trung Quốc(Dân Kiến)          | 1945          | 193,000 (năm 2018) |
| 4 |            | Hội xúc tiến dân chủ Trung Quốc(Dân Tiến)           | 1945          | 156,808 (năm 2016) |
| 5 |            | Đảng dân chủ nông công Trung Quốc (Nông Công Đảng)  | 1930          | 177,943 (năm 2019) |
| 6 |            | Đảng trí công Trung Quốc(Trí Công Đảng)             | 1925          | 48,000 (năm 2016)  |
| 7 |            | Học xã Cửu Tam                                      | 1945          | 183,710 (năm 2019) |
| 8 |            | Đồng minh tự trị dân chủ Đài Loan(Đài Minh)         | 1947          | 3,000 (năm 2018)   |

Hiến pháp Cộng hòa Nhân dân Trung Hoa quy định: Đảng Cộng sản Trung Quốc là chính đảng chấp chính duy nhất, 8 đảng còn lại được gọi là đảng phái dân chủ (hay đảng tham chính). Đại bộ phận các đảng phái dân chủ được thành lập trong thời kỳ chiến tranh Trung-Nhật và nội chiến Trung Quốc. Các đảng phái dân chủ tham gia chính trị thông qua Hội nghị Hiệp thương Chính trị Nhân dân Trung Quốc, phát huy vai trò giám sát và phụ tá Đảng Cộng sản Trung Quốc chấp chính. Chủ tịch các đảng này thường kiêm nhiệm phó ủy viên trưởng Ủy ban thường vụ Đại hội đại biểu Nhân dân toàn quốc hoặc phó chủ tịch Hội nghị Hiệp thương Chính trị Nhân dân Trung Quốc. Phương châm hợp tác cơ bản giữa Đảng Cộng sản Trung Quốc và 8 đảng phái dân chủ được xác định là: "Trường kỳ cộng tồn, hỗ tương giám đốc, can đảm tương chiếu, vinh nhục dữ cộng" (cùng tồn tại lâu dài, giám sát lẫn nhau, đối xử chân thành với nhau, vinh nhục có nhau).
Tuy nhiên cũng có ý kiến cho rằng 8 đảng phái dân chủ hoàn toàn không giữ được vai trò độc lập của mình, trở thành chính đảng phụ thuộc vào Đảng Cộng sản. Ví dụ như thành viên mới muốn gia nhập Đồng minh dân chủ Trung Quốc thì điều kiện đầu tiên là phải được Đảng Cộng sản thẩm tra xem có đủ tiêu chuẩn gia nhập đồng minh hay không.

## Các đảng khác
Hiến pháp Cộng hòa Nhân dân Trung Hoa quy định nhân dân có quyền tự do lập hội lập đảng, tuy nhiên sự thực thì ngoài 8 đảng phái dân chủ nói trên, chính phủ Cộng hòa Nhân dân Trung Hoa không hề phê chuẩn việc thành lập các đảng phái mới. Cấm hoạt động hoàn toàn hoặc trấn áp và giam giữ các nhân vật lãnh đạo các đảng phái này. Số ít đoàn thể thông thường do nhân dân thành lập.
Các đảng phái (hoặc tổ chức) đang hoặc từng bị cấm hoạt động có thể kể đến là:
- Đảng Dân chủ Trung Quốc được thành lập bởi các thành viên trong phong trào Bức tường Dân chủ năm 1978 và Biểu tình ở Thiên An Môn năm 1989. Thành lập năm 1998 và bị cấm hoat động cùng năm đó.
- Đảng Tân Dân chủ Trung Quốc do Quách Tuyền thành lập tại Nam Kinh vào cuối năm 2007.
- Đảng viên tinh thần Quốc dân đảng Trung Quốc
- Đảng Lao động Trung Quốc
- Đảng Tự do Dân chủ Trung Quốc
- Liên minh Phiến lam Trung Quốc ủng hộ lý tưởng của Liên minh Phiến lam ở Đài Loan, bao gồm thiết lập một nền dân chủ tự do ở Trung Quốc, dựa trên Chủ nghĩa Tam dân của Tôn Trung Sơn. Nhóm khởi nguồn từ một diễn đàn internet vào tháng 8 năm 2004. Quốc vụ viện Trung Quốc xác nhận tổ chức này là bất hợp pháp vào ngày 25 tháng 4 năm 2007.
- Trung Quốc lục đảng (Đảng Xanh)
- Đảng Nhân quyền Trung Hoa
- Đảng Dân chủ chính nghĩa Trung Quốc do Vương Bỉnh Chương thành lập.
- Đảng Dân chủ Xã hội Trung Quốc
- Đảng Mao Trạch Đông Cộng sản chủ nghĩa Trung Quốc là một đảng cộng sản chống chủ nghĩa xét lại được thành lập vào năm 2008. Đảng chủ trương khởi xương một "cuộc cách mạng vô sản lần hai" để thiết lập lại chế độ chuyên chính vô sản. Hiện đã bị cấm nhưng vẫn hoạt động ngầm.
- Đảng Hải tặc Trung Quốc